# 나콘랏차시마 공항
나콘랏차시마 공항(태국어: ท่าอากาศยานนครราชสีมา, 영어: Nakhon Ratchasima Airport IATA: NAK, ICAO: VTUQ)은 태국 나콘랏차시마에 서비스를 제공하는 국내 공항이다.

## 운항 노선
- 나콘랏차시마 공항은 돈므앙 국제공항 노선만 운항하고 있다.

| 항공사           | 목적지        |
| ---------------- | ------------- |
| 녹에어           | 방콕 (돈므앙) |
| 타이 라이온 에어 | 방콕 (돈므앙) |
| 타이 에어아시아  | 방콕 (돈므앙) |